# Аграфа (Эвритания)
А́графа (греч. Άγραφα) — горная деревня в Греции. Находится на высоте 1030 метров над уровнем моря на склонах горы Аграфы, на левом берегу реки Аграфьотиса, притока Ахелооса, в 28 километрах к северо-западу от Карпенисиона, в 61 километре к северо-востоку от Агриниона, в 200 километрах к юго-западу от Салоник и в 221 километре к северо-западу от Афин. Входит в одноимённую общину (дим) в периферийной единице Эвритания в периферии Центральная Греция. Население 310 жителей по переписи 2011 года.
В 1836 году Аграфа была административным центром общины Кифос. Киф (др.-греч. Κύφος) — город в области перребов (Перребия) на севере Фессалии. Аграфа была административным центром одноимённой общины в 1876—1912 годах.
В ходе оккупации Греции странами «оси» в 1942 году деревня была сожжёна итальянцами. Из старых зданий сохранились церкви Айос-Еорьос (Святого Георгия) и Кимиси-Тис-Теотоку (Успения Богородицы), 1610 и 1600 года постройки.

## Сообщество Аграфа
Сообщество создано в 1912 году (ΦΕΚ 261Α). В местное сообщество Аграфа входят семь населённых пунктов. Население 398 жителей по переписи 2011 года. Площадь 86,982 квадратных километров.
| Населённый пункт | Население (2011), человек |
| ---------------- | ------------------------- |
| Аграфа           | 310                       |
| Гавролисьяда     | 4                         |
| Камария          | 8                         |
| Нереда           | 20                        |
| Палеолака        | 0                         |
| Парамерита       | 16                        |
| Петралона        | 40                        |

## Население
| Год  | Население, человек |
| ---- | ------------------ |
| 1991 | 195                |
| 2001 | 256                |
| 2011 | ↗ 310              |